# Witchaven
Witchaven è uno sparatutto in prima persona a tema fantasy, sviluppato nel 1995 da Capstone Software per MS-DOS utilizzando una versione preliminare del motore grafico Build. Il seguito, Witchaven II: Blood Vengeance, è stato realizzato nel 1996.

## Trama
Siete Grondoval, un guerriero scelto per viaggiare fino all'isola di Char per affrontare lo sterminato labirinto sotterraneo chiamato Witchaven, che nel suo punto più nascosto ospita la malvagia strega Illwhyrin: quest'ultima ha aperto un portale dal quale provengono orde di mostri e demoni assetati di sangue, e deve essere fermata ad ogni costo.

## Modalità di gioco
Il gioco è ambientato in un immaginario medioevo popolato da creature dell'immaginario fantasy come demoni, goblin e scheletri animati.
Grondval sarà inizialmente armato di un semplice pugnale, ma andando avanti nel gioco potrà recuperare altre armi più potenti come spade, coltelli, alabarde, archi, mazze, asce da lancio ecc.), oltre a magie offensive e difensive. Tutte le armi (tranne i pugni) non durano all'infinito ma si deteriorano, e vanno quindi sostituite quando possibile: elemento, questo, tipico dei videogiochi di ruolo. Inoltre, dopo armi e magie, il protagonista potrà recuperare pozioni magiche dagli effetti vari,  armature che consentono di ridurre i danni subiti, e scudi che proteggono dagli attacchi frontali, ovviamente solo se si impugnano armi a una mano.
Ogni volta che si uccide un nemico o si trova un tesoro, si ottengono dei punti esperienza che permettono a Grondval di salire di livello e ottenere un aumento dei punti ferita massimi, del livello di armatura e l'accesso a incantesimi più potenti. Il livello massimo che si può raggiungere è il settimo, che sblocca l'accesso all'incantesimo Nuke!, il più potente del gioco. Per completare ognuno dei livelli del gioco, bisogna trovare un pentacolo nascosto nel livello, quindi salire con esso su una pedana di teletrasporto.